# Hypothymis helenae
Hypothymis helenae е вид птица от семейство Monarchidae. Видът е почти застрашен от изчезване.

## Разпространение
Видът е разпространен във Филипините.